# 尹亮前
尹亮前（英文名 Victoria Yin, 1997年—), 画家，雕塑家，诗人，美国波士顿人。中国中央电视台，中国教育电视台，中天亚洲台, 台湾中天电视，美国波士顿WCVB-TV, 等国际媒体曾称其为少年神童 
.

## 生平
尹亮前生于美国波士顿, 母亲徐月貌是建筑开发商，父亲尹亦重博士是生物医学工程师, 妹妹尹亮景也被称为神童。
尹亮前一岁起开始作画，七岁开始作诗，八岁开始在美国新英格兰地区进行个人画展，十岁在拉斯维加斯国际展览上崭露头角。 
2011年，文化部中国对外文化集团在北京世界艺术馆，主办了“神奇的画笔--美籍华裔姐妹小画家尹亮前尹亮景作品展”。 作品集“美籍华裔天才小姐妹--尹亮前尹亮景作品集” 由外文出版社出版。 书本汇集了尹亮前 9-12 岁时期 和其妹妹 6-9 岁时期100 余幅作品。中央电视台，北京电视，凤凰卫视作了报道。 
14 岁，她受访中国中央电视台 Crossover 英文节目，并现场作画。美国谷歌公司创导的THNKR 网页电视, 神童节目(PRODIGIES)，为其 制作了“艺术世界耀眼的少年神童” 和"少年艺术明星被喻作大师达理”两个记录片。
中国教育电视台书画频道,中天亚洲台，台湾中天电视 对她作过专题报道。她并曾做客美国WCPN的广播访谈。美国波士顿WCVB-TV Chronicle "奇才少年“ 一集收集了她的故事。
其诗集“  A Mind' Journey: age 7-15"由新华出版社出版。
尹亮前16岁就读美国 Brown University.